# Wynne (Arkansas)
Wynne ist der county seat und die größte Stadt des Cross County, Arkansas, USA. Das U.S. Census Bureau hat bei der Volkszählung 2020 eine Einwohnerzahl von 8.314 ermittelt.
Wynne liegt zwischen dem Arkansas-Delta und Crowley’s Ridge und ist die nächstgelegene Stadt zum zweitgrößten State Park in Arkansas, dem Village Creek State Park.

## Geschichte
Wynne wurde nach Captain Jesse Watkins Wynne benannt, einem Texaner, der im Alter von nur 21 Jahren den Rang eines Kapitäns im Bürgerkrieg erreichte.
1867 zog Captain Wynne in das St. Francis County, Arkansas, und trat der Finanzgesellschaft von Dennis & Beck bei. Zu dieser Zeit hielt das Unternehmen Dennis & Beck Ersparnisse für andere Unternehmen und für Einzelpersonen, wurde aber schließlich zur Bank of Eastern Arkansas, und Wynne wurde ihr erster Präsident.
Von 1880 bis 1885, als die St. Louis, Iron Mountain und Southern Railroad im Bau waren, war der County Seat Wittsburg.
Der Standort der Siedlung Wynne wurde erstmals 1882 gewählt, als ein Zug entgleiste und einen Waggon ohne Räder von den Gleisen zurückließ. Dieser Güterwagen wurde dann als Gebäude umgebaut und als Kompliment an Captain Wynne als „Wynne Station“ bezeichnet. Am 27. September 1882 wurde das Wynne Station Post Office eröffnet.
Als die Ost-West-Eisenbahnlinie fertiggestellt war, kreuzte sie die Nord-Süd-Linie in der Nähe des Güterwagens, und der Name „Wynne Junction“ wurde in der Gegend bekannt. Am 28. Mai 1888 wurde der Teil „Junction“ des Namens gestrichen und die Stadt Wynne gegründet.
In den 1890er Jahren machten der Eisenbahnverkehr Wynne zu einer lebhafteren Stadt und die Stadt wuchs stärker als die Stadt Vanndale, die seit 1886 der County Seat war. 1903 wurde Wynne daher County Seat.
Mit dem Aufkommen des US Highway Systems in den 1920er und 1930er Jahren wurde Wynne an das Highwaynetz angebunden.

## Geografie
Wynne liegt im südlich-zentralen Cross County und an der Grenze zwischen zwei verschiedenen geografischen Gebieten von Arkansas: dem fruchtbaren Ackerland des Arkansas-Deltas (der ein Teil der größeren Mississippi Alluvial Plain ist) und Crowley’s Ridge, eine deutliche Erhebung, die die New Madrid Fault Line markiert.
Die US Route 64 verläuft durch die Nordseite der Stadt. Der Arkansas Highway 1 führt auch durch die Stadt.
Nach Angaben des United States Census Bureau hat Wynne eine Gesamtfläche von 23,0 Quadratkilometern, von denen 0,03 Quadratkilometer oder 0,12 % Wasser sind.

## Demografie
Die Bevölkerung betrug im Jahr 2020 8314.

## Medien
The Wynne Progress ist die wichtigste Zeitung in der Stadt Wynne.

## Klima
Das Klima in dieser Gegend ist geprägt von heißen, feuchten Sommern und allgemein milden bis kühlen Wintern. Gemäß dem Köppen-Klimaklassifikationssystem hat Wynne ein Ostseitenklima.

## Persönlichkeiten
- Jessica Andrews (* 1983), Country- und Pop-Sängerin
- Carlos Hathcock (1942–1999), Scharfschütze des US Marine Corps
- Lazy Bill Lucas (1918–1982), Bluesmusiker
- James L. Shaver (1902–1985), Politiker, Vizegouverneur des Bundesstaates Arkansas

## Galerie

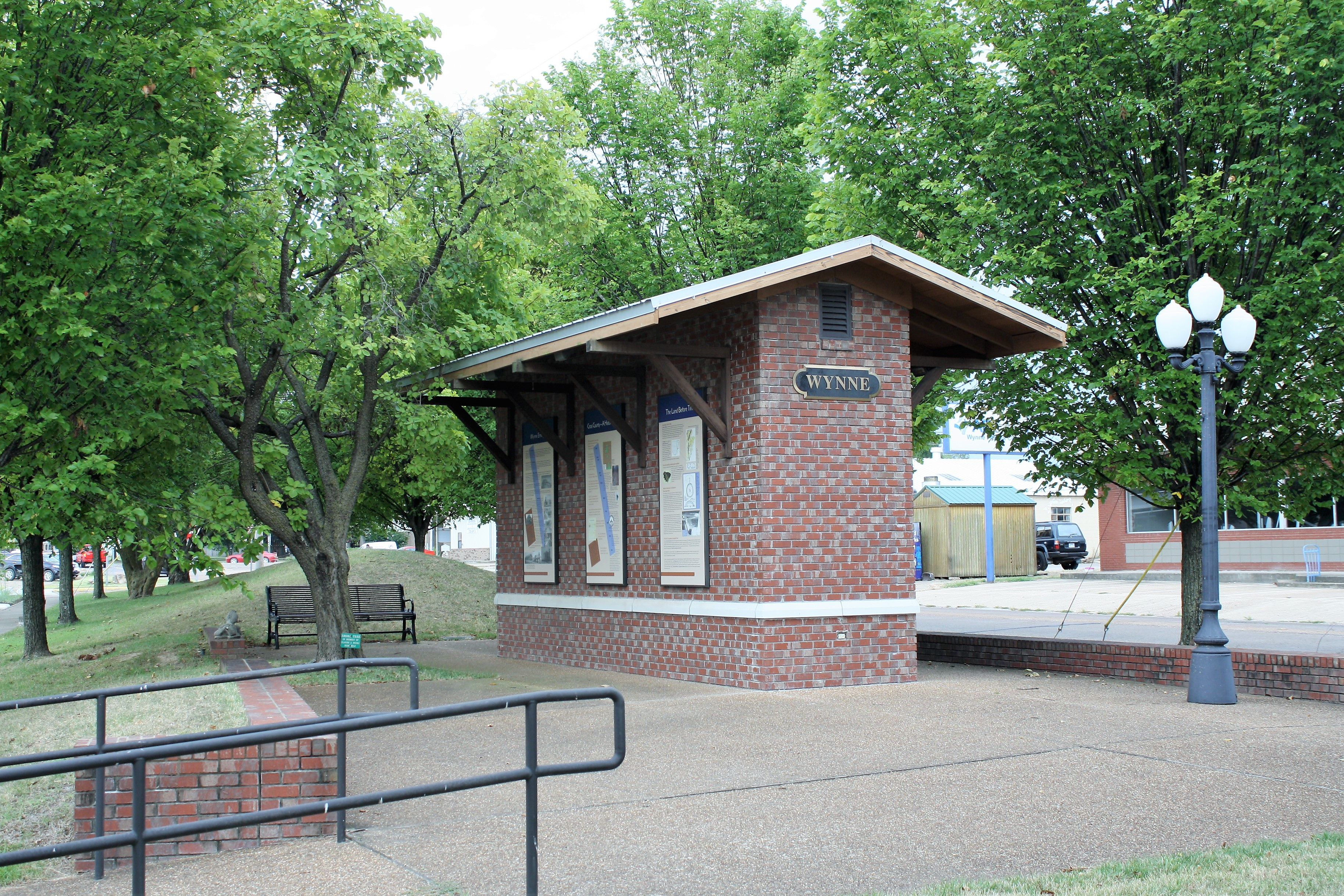
Jesse Wynne Park
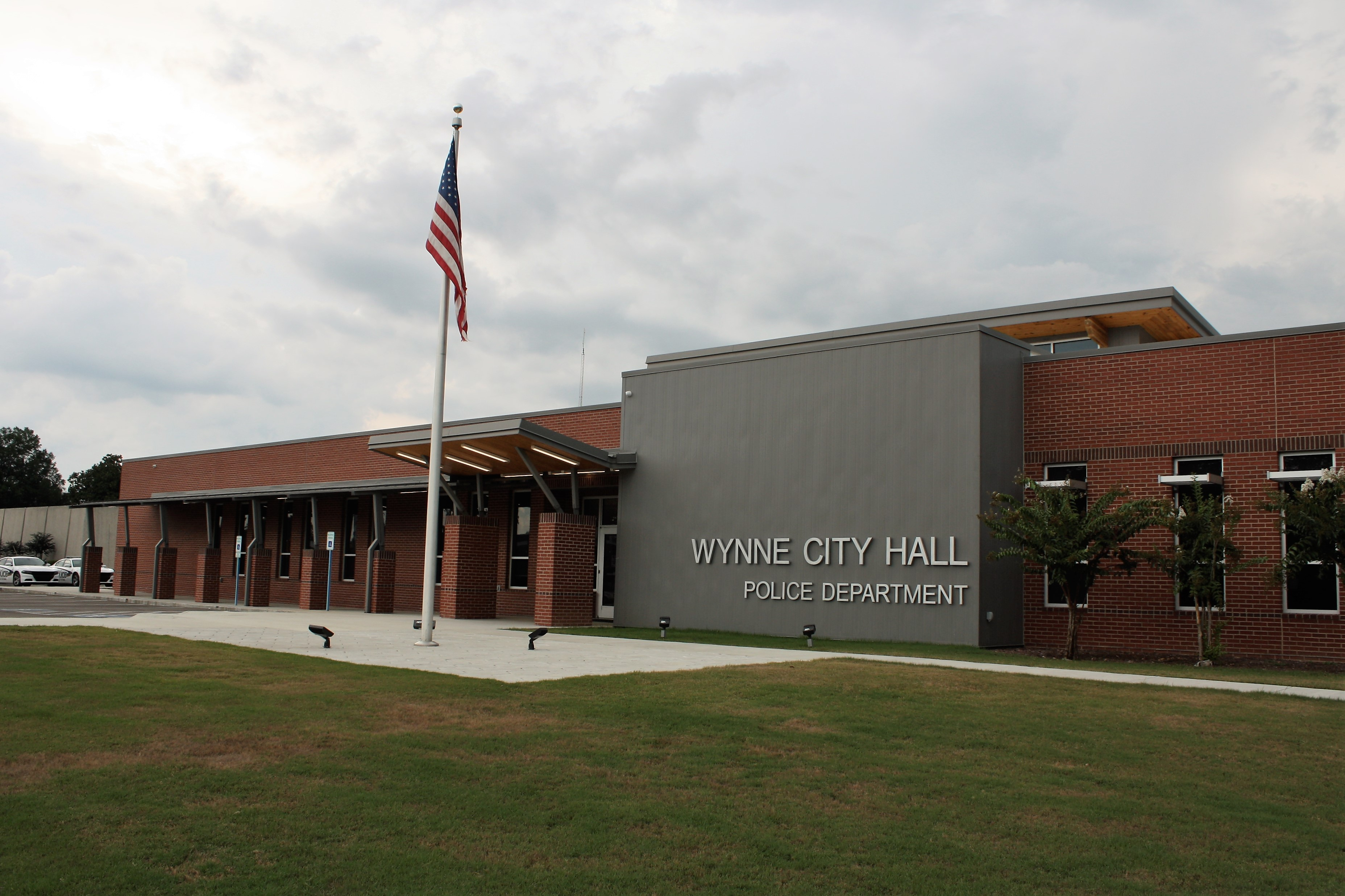
Rathaus und Polizeiwache
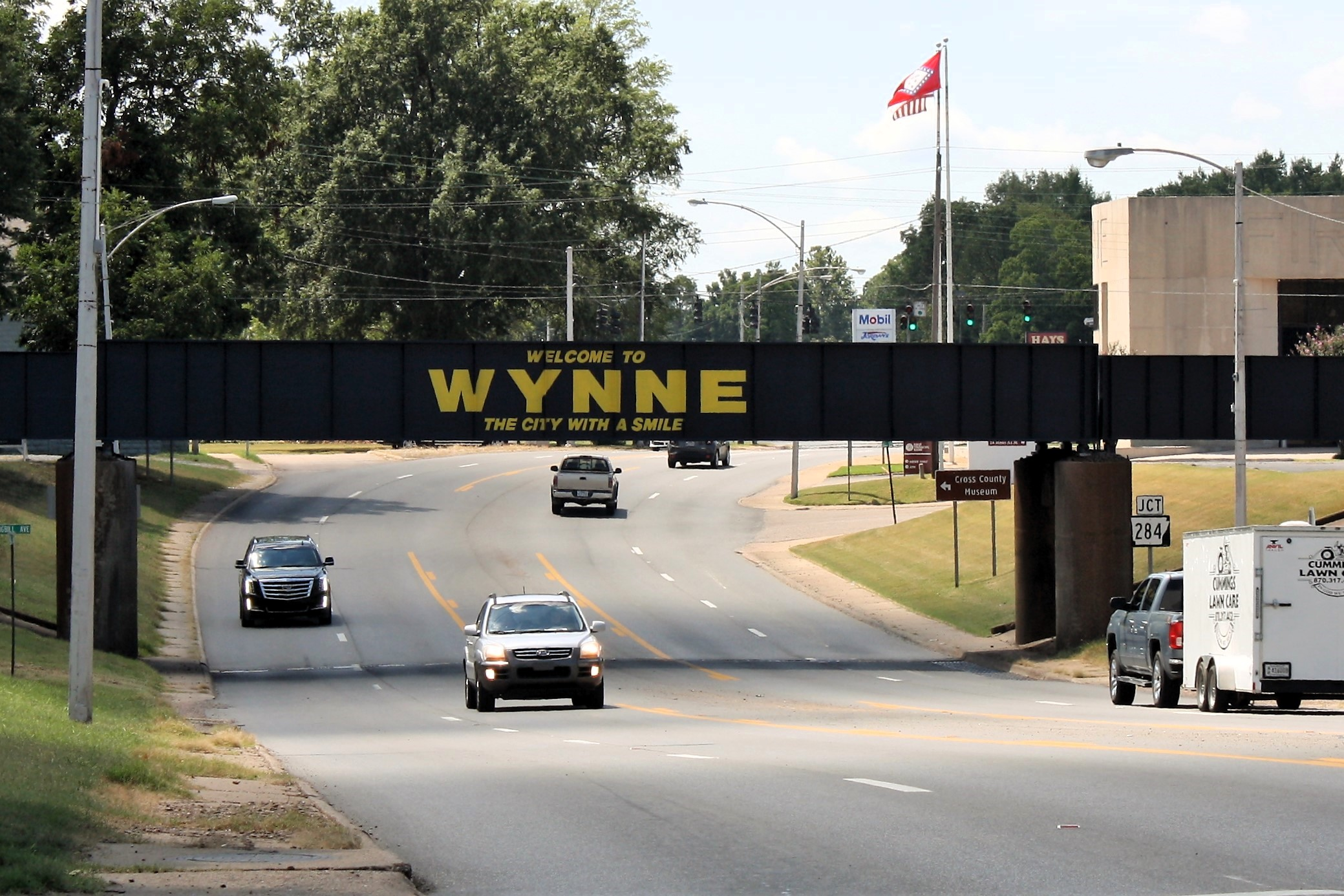
Zugbrücke
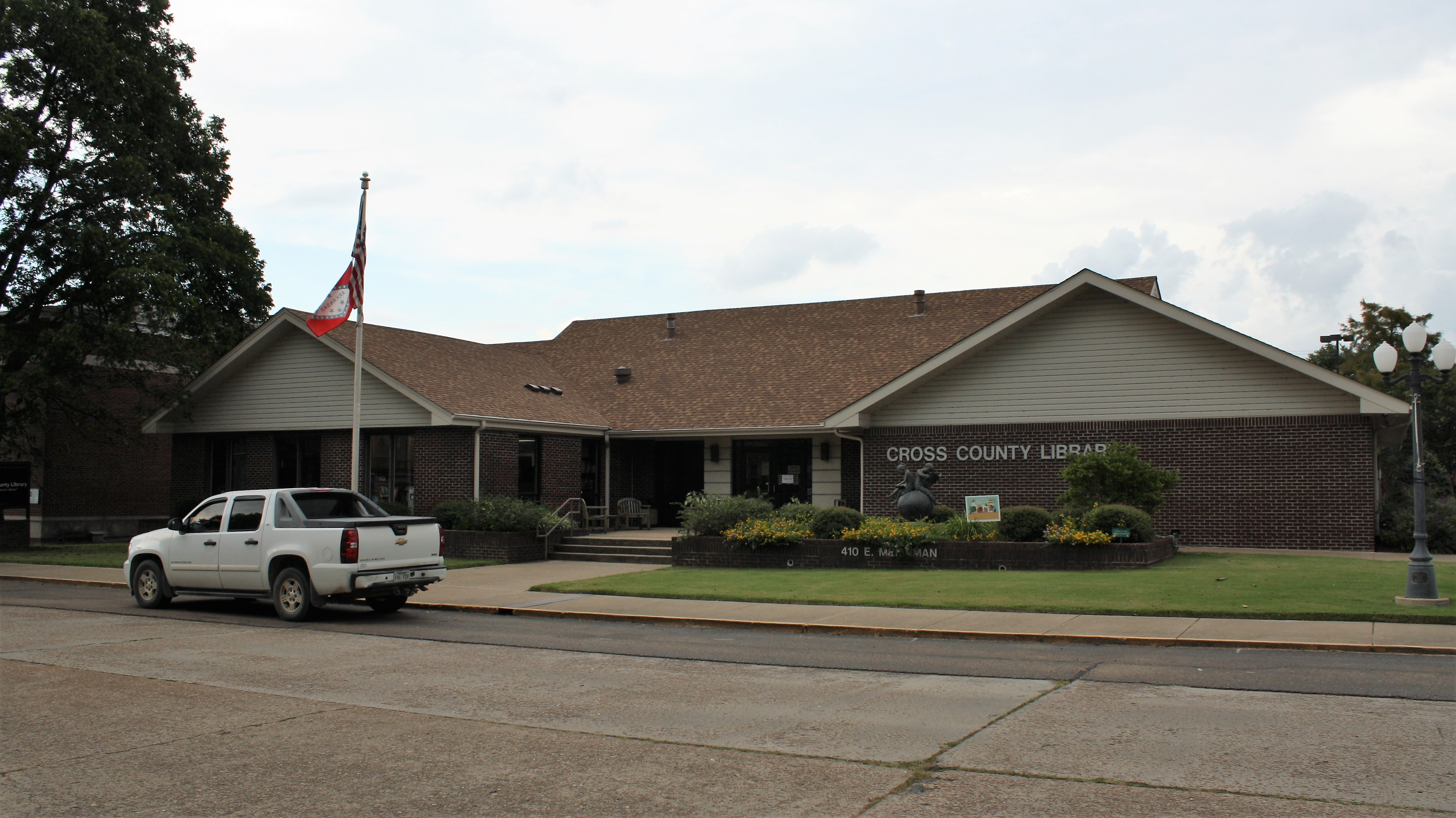
Bücherei des Countys
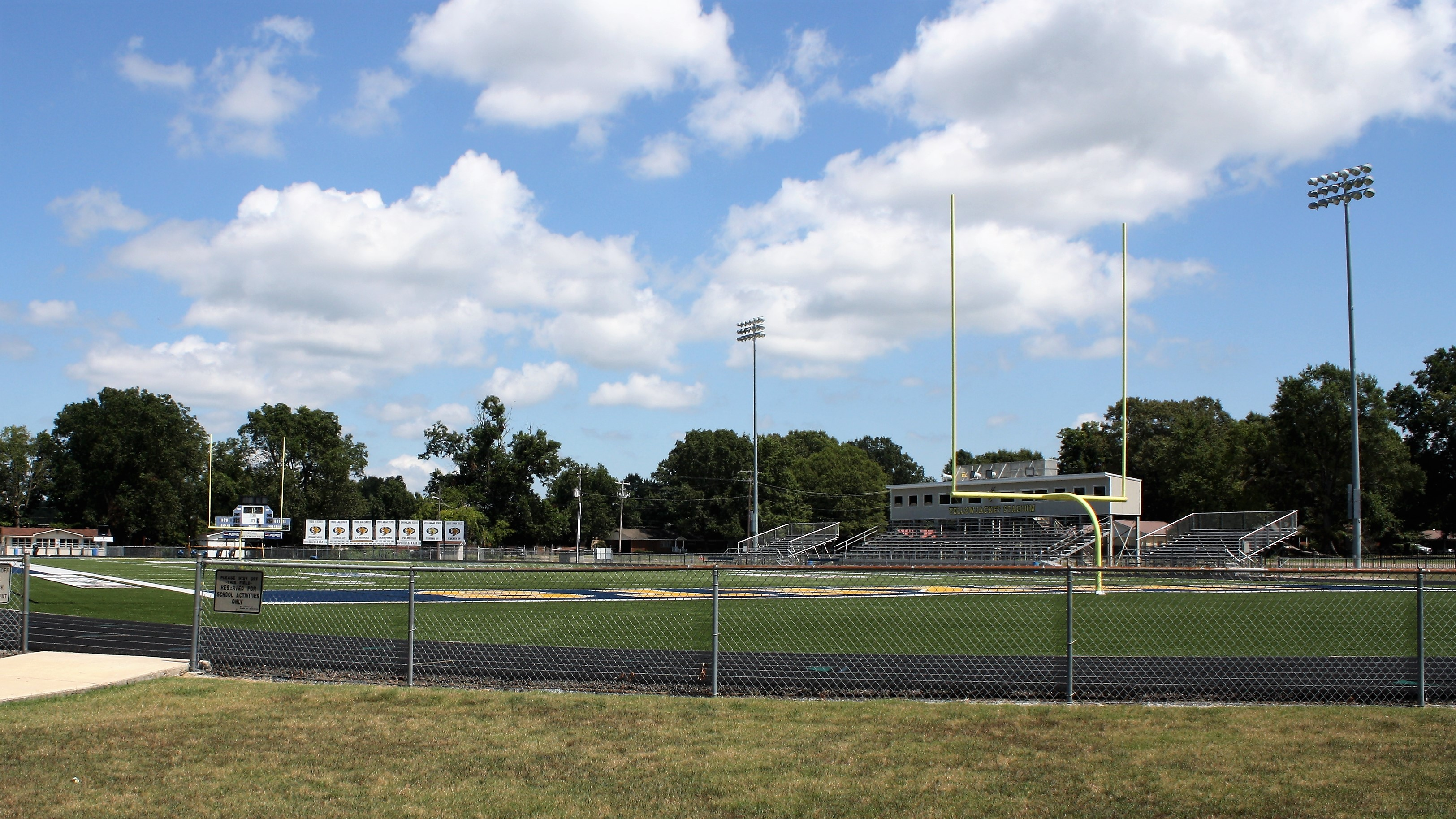
High School Football
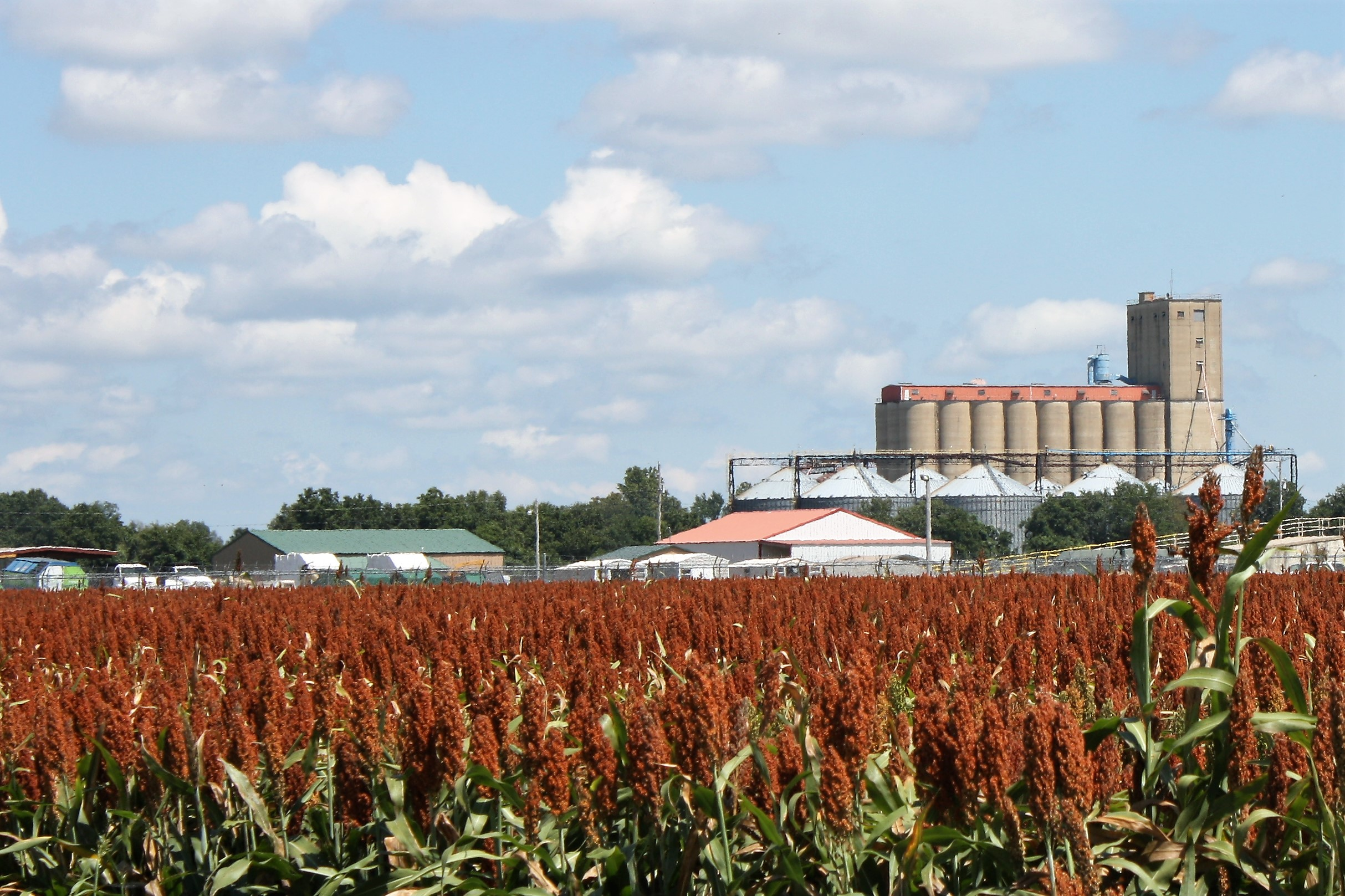
Felder
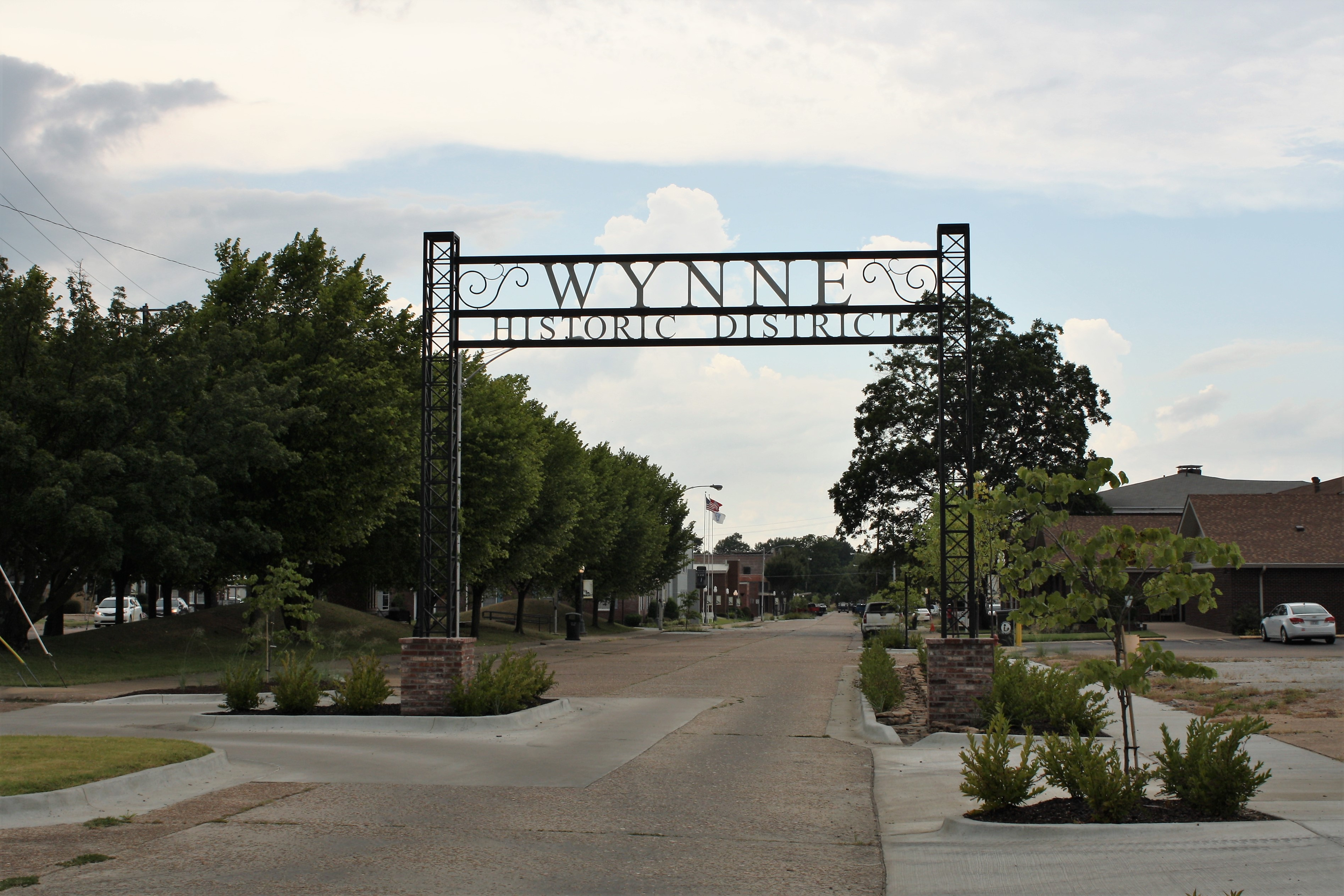
Downtown